# Litoria chloronota
A Litoria chloronota a kétéltűek (Amphibia) osztályának békák (Anura) rendjébe és a levelibéka-félék (Hylidae) családjába tartozó faj.

## Előfordulása
A faj Indonézia endemikus faja, az ország Papua tartományában Új-Guinea szigetén él. Természetes élőhelye a szubtrópusi vagy trópusi nedves hegyvidéki erdők, folyók, kertek, lepusztult erdők.